# Albert Plate
Albert Plate (* 30. Januar 1873 in Bremen; † 13. August 1908 in Berlin) war ein deutscher Verwaltungsjurist.

## Leben
Albert Plate studierte an der Kaiser-Wilhelms-Universität Rechtswissenschaft und wurde am 21. Oktober 1892 Fuchs im Corps Rhenania Straßburg. Am 11. Februar 1893 wurde er recipiert. Nach dem Studium und der Promotion trat er in den preußischen Staatsdienst. 1901 legte er die Prüfung als Regierungsassessor bei der Regierung in Schleswig ab. Anschließend war er als Regierungsassessor tätig. 1908 wurde er zum Landrat des Landkreises Fallingbostel ernannt. Noch im selben Jahr starb er mit 35 Jahren.